# Luis María Más
Luis María Más (San Martín, 18 settembre 1944) è un ex calciatore argentino.

## Biografia
Luis è il fratello maggiore di Oscar, giocatore della nazionale argentina e, tra le altre, del River Plate e Real Madrid.

## Caratteristiche tecniche
Marcatore centrale, era di bassa statura ma dotato di buona tecnica.

## Carriera
In forza al Boca Juniors dal 1963, gioca nella Primera División 1966, ottenendo il terzo posto finale.
Nell'estate 1967 si trasferisce negli Stati Uniti d'America per divenire giocatore del New York Generals. Con i Generals ottiene il terzo posto dell'Eastern Division della NPSL.
L'anno seguente, la prima della lega nordamericana NASL, ottiene con il suo club il terzo posto della Atlantic Division.
Nel 1969 torna in patria per giocare nel Ferro Carril Oeste.